# Episodi di Lovesick (seconda stagione)
La seconda stagione della serie televisiva Lovesick è stata resa interamente disponibile sul servizio di streaming on demand Netflix il 17 novembre 2016.
| n° | Titolo originale | Titolo italiano         | Pubblicazione UK | Pubblicazione Italia |
| -- | ---------------- | ----------------------- | ---------------- | -------------------- |
| 1  | Frankie          | Frankie                 | 17 novembre 2016 | 17 novembre 2016     |
| 2  | Agata            | Agata                   | 17 novembre 2016 | 17 novembre 2016     |
| 3  | Amy              | Amy                     | 17 novembre 2016 | 17 novembre 2016     |
| 4  | Liv              | Liv                     | 17 novembre 2016 | 17 novembre 2016     |
| 5  | Isabel           | Isabel                  | 17 novembre 2016 | 17 novembre 2016     |
| 6  | Emma             | Emma                    | 17 novembre 2016 | 17 novembre 2016     |
| 7  | Jonesy?          | Jonesy?                 | 17 novembre 2016 | 17 novembre 2016     |
| 8  | Abigail (Again)  | Abigail (seconda parte) | 17 novembre 2016 | 17 novembre 2016     |

## Frankie
- Titolo originale: Frankie
- Diretto da: Elliot Hegarty
- Scritto da: Tom Edge

### Trama
Dopo aver confessato i suoi sentimenti ad Evie, Dylan ha un flashback su un disastroso weekend in campeggio con Frankie (Antonia Clarke) 6 mesi prima.

## Agata
- Titolo originale: Agata
- Diretto da: Elliot Hegarty
- Scritto da: Tom Edge

### Trama
Attualmente, Dylan inizia a frequentare Abigail. In un flashback di 6 anni e mezzo prima, Dylan incontra per la prima volta Evie ad una festa in casa con la sua ragazza tedesca Agata (Katrine De Candole) che non parla una parola di inglese. Nel frattempo, Jo (Laura Aikman) la ragazza di Luke, rompe con lui un istante prima di ricevere la proposta di fidanzamento.

## Amy
- Titolo originale: Amy
- Diretto da: Elliot Hegarty
- Scritto da: Tom Edge

### Trama
In un flashback di 6 anni prima, Dylan dorme con Amy (Jade Ogugua) prima di scoprire che è la sorella di Evie. Attualmente, gli amici di Angus lo incoraggiano ad avere appuntamenti, mentre Luke lotta con i propri sentimenti dopo aver appreso della morte di Phoebe.

## Liv
- Titolo originale: Liv
- Diretto da: Elliot Hegarty
- Scritto da: Tom Edge

### Trama
In un flashback di 3 anni e mezzo prima, Angus ed Helen sono ad un chiariemento mentre provano i possibili hotel per il matrimonio insieme a Dylan, Evie, e Luke. Intanto, Dylan ha difficoltà a comunicare con la sua ragazza Liv. Attualmente, Luke comincia a parlare dei suoi problemi con Cleo, che è una terapista.

## Isabel
- Titolo originale: Isabel
- Diretto da: Elliot Hegarty
- Scritto da: Tom Edge

### Trama
In un flashback di 2 anni e mezzo prima, Evie, Dylan e Luke partecipanno ad una gara a premi di bevute, con Luke determinato a battere Jonno per fare impressione sul suo capo Alexander (David Westhead) e per farsi notare dagli amici. Intanto, Evie ubriaca bacia Dylan, che è coinvolto con l'alcolizzata Isabel (Jenny Bede).

## Emma
- Titolo originale: Emma
- Diretto da: Gordon Anderson
- Scritto da: Tom Edge

### Trama
In un flashback di 15 mesi prima, Dylan è combattuto tra la sua ragazza Emma (Cassie Layton), e la sua collega Cara (Sara Vickers) nel giorno di San Valentino. Intanto, Luke deve fare i conti con i suoi sentimenti quando incontra Jo, ed Evie commette un errore cucinando una cena di compleanno per Mal. Attualmente, Luke continua a lottare con i suoi sentimenti per Cleo, mentre Abigail si trasferisce nel suo nuovo appartamento, e riserva un cassetto per i vestiti di Dylan.

## Jonesy?
- Titolo originale: Jonesy?
- Diretto da: Gordon Anderson
- Scritto da: Tom Edge, Ed Macdonald e Andy Baker

### Trama
Dylan incontra Jonesy (Yasmine Akram), che sostiene di non essere stata con lui. In un flashback di 3 mesi prima, Dylan incontra Jonesy durante un'uscita notturna. Dopo essere stato in uno strip club, Angus dorme con una spogliarellista di nome Holly (Klariza Clayton). Intanto, Evie va in crisi dopo che i genitori di Mal la informano che il matrimonio non sarà fatto nel posto che lei aveva scelto.

## Abigail (seconda parte)
- Titolo originale: Abigail (Again)
- Diretto da: Gordon Anderson
- Scritto da: Tom Edge

### Trama
L'episodio scorre avanti e indietro tra oggi e la notte precedente al divorzio di Angus. Durante il divorzio, Abigail viene a sapere che Dylan è stato con Evie. Holly incontra Angus, e gli dice di essere incinta del suo bambino. Angus annuncia a tutti il suo fidanzamento. Oggi, Dylan ha una sbandata per Abigail, mentre Evie confessa a Luke i suoi sentimenti per Dylan.